# Sint-Servatiuskerk (Erp)
De Sint-Servatiuskerk is de parochiekerk van Erp.

## Geschiedenis
De kerk werd in 1843-1844 door Arnoldus van Veggel in neoclassicistische bouwstijl ontworpen. 
Het bovenste deel van de toren (dak met knobbelspits) ging bij een blikseminslag in 1896 verloren. Pierre Cuypers ontwierp een nieuwe spits, welke in 1897 werd gebouwd. In opdracht van de toenmalige pastoor ontwierp Cuypers ook het hoogaltaar en de mozaïekvloer in hetzelfde jaar.
Op het terrein aan de voorzijde van de kerk werd in 1936 een Heilig Hartbeeld van Wim Harzing geplaatst.

## Vollebregtorgel
Het orgel werd in 1848 gebouwd door Johannes Vollebregt. De dispositie van het Vollebregt-orgel:
| Manuaal II Hoofdwerk |              |
| Bourdon              | 16'          |
| Prestant             | 8'           |
| Holpijp              | 8'           |
| Octaaf               | 4'           |
| Fluit                | 4'           |
| Quint                | 3'           |
| Octaaf               | 2'           |
| Mixtuur              | 2′, 3' sterk |
| Corner discant       | 5' sterk     |
| Trompet              | 8'           |

| Manuaal I Positief |              |
| Roerfluit          | 8'           |
| Fluittravers       | 8' (discant) |
| Salicionaal        | 8'           |
| Viola di Gamba     | 8'           |
| Prestant           | 4'           |
| Gemshoorn          | 4'           |
| Nachthoorn         | 2'           |
| Flageolet          | 1'           |
| Basson Hobo        |              |

| Pedaal      |     |
| Subbas      | 16' |
| Octaafbas   | 8'  |
| Wijd Gedekt | 8'  |
| Octaaf      | 4'  |
| Trompet     | 8'  |

| Koppelingen |          |
| Manuaal     | Positief |
| Pedaal      | Manuaal  |

| Speelhulpen |
| Ventil      |
| Calcant     |

## Galerij

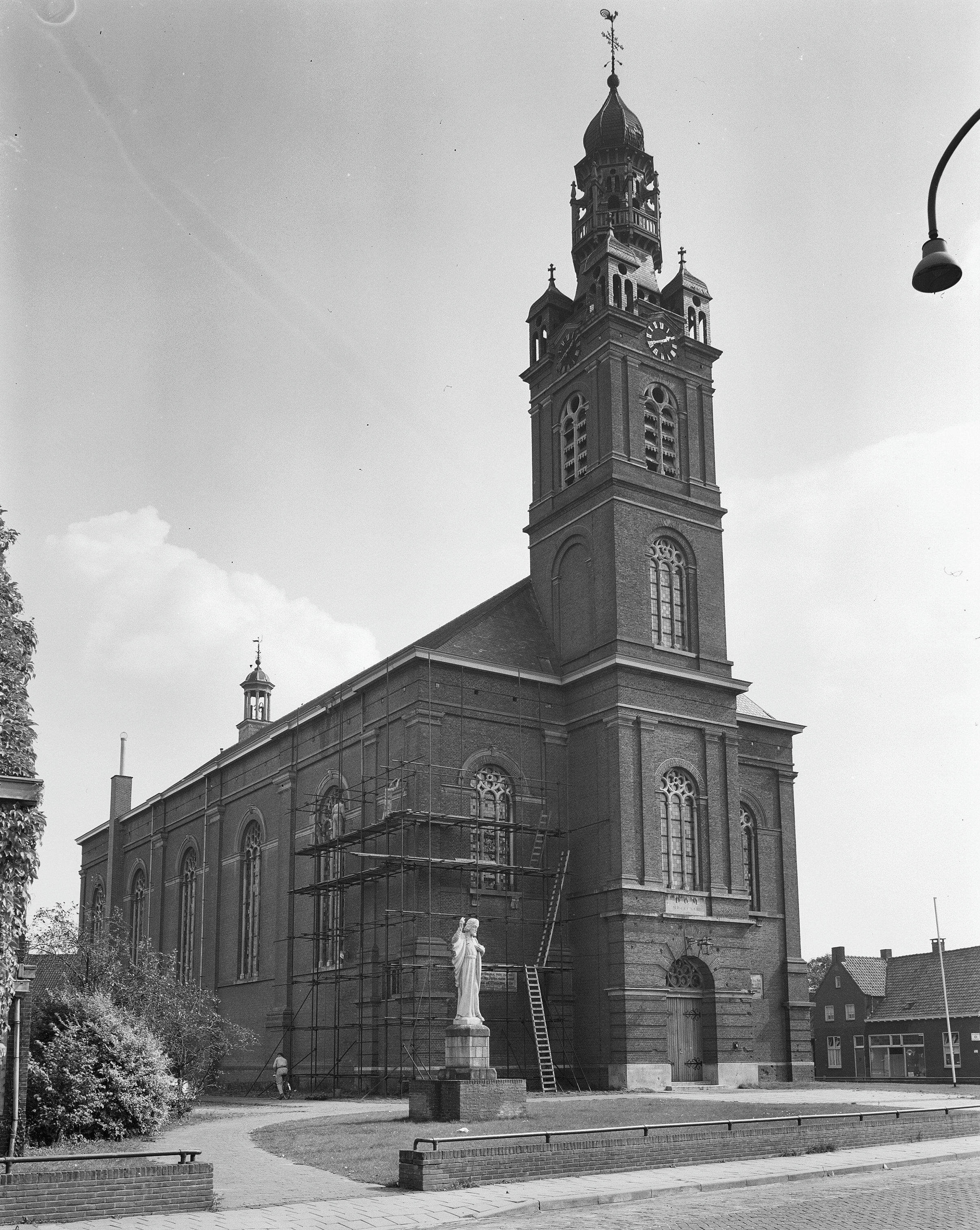
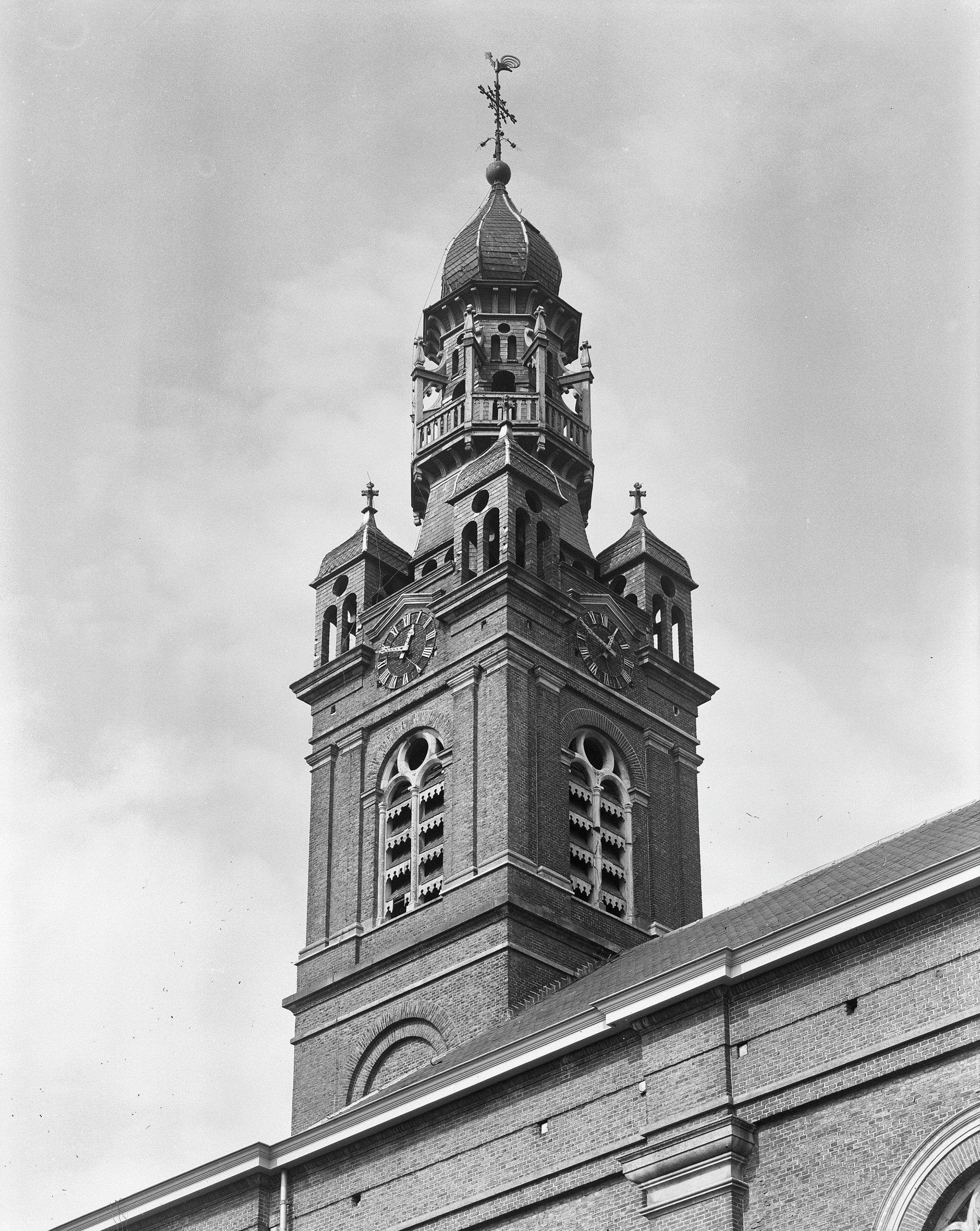
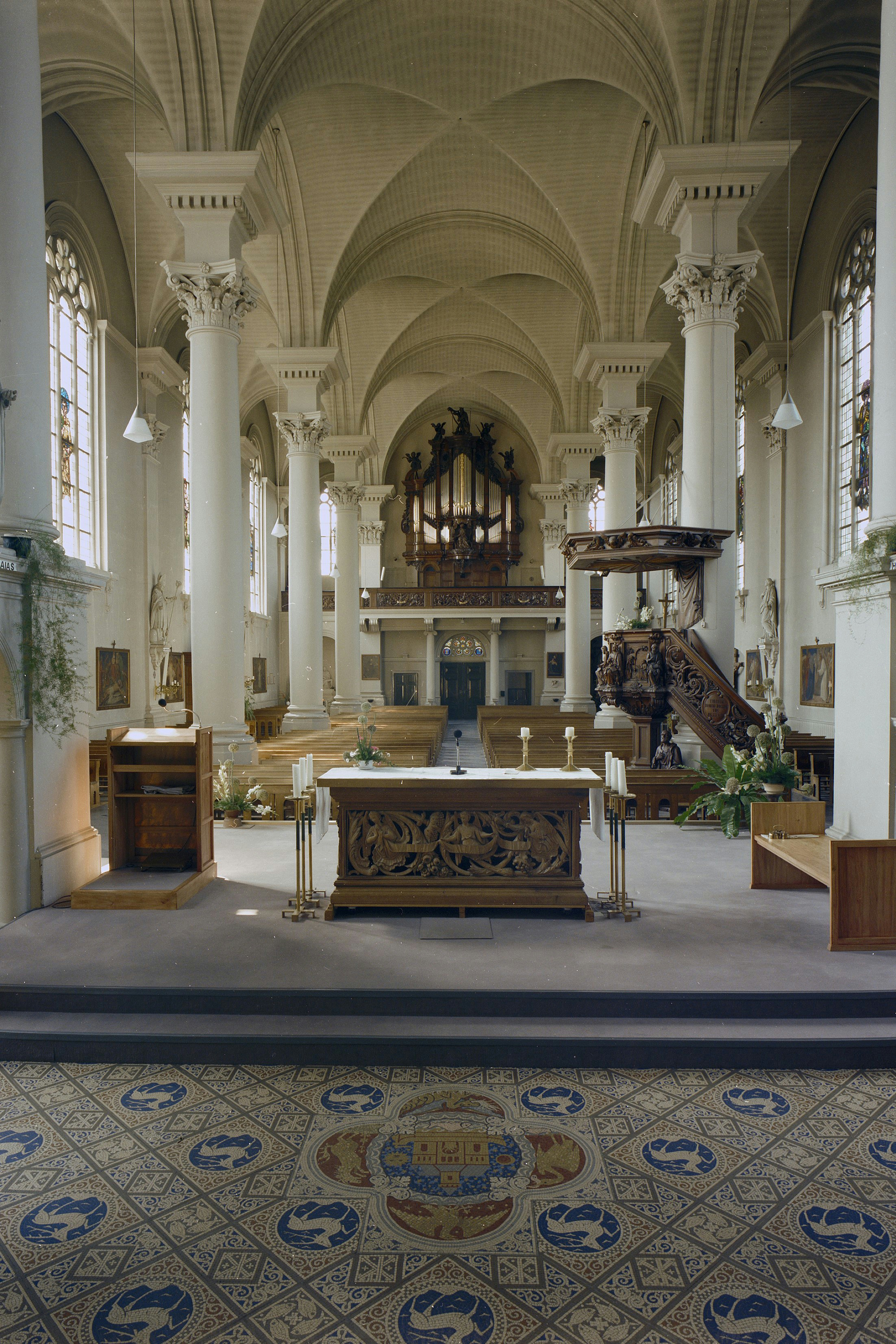
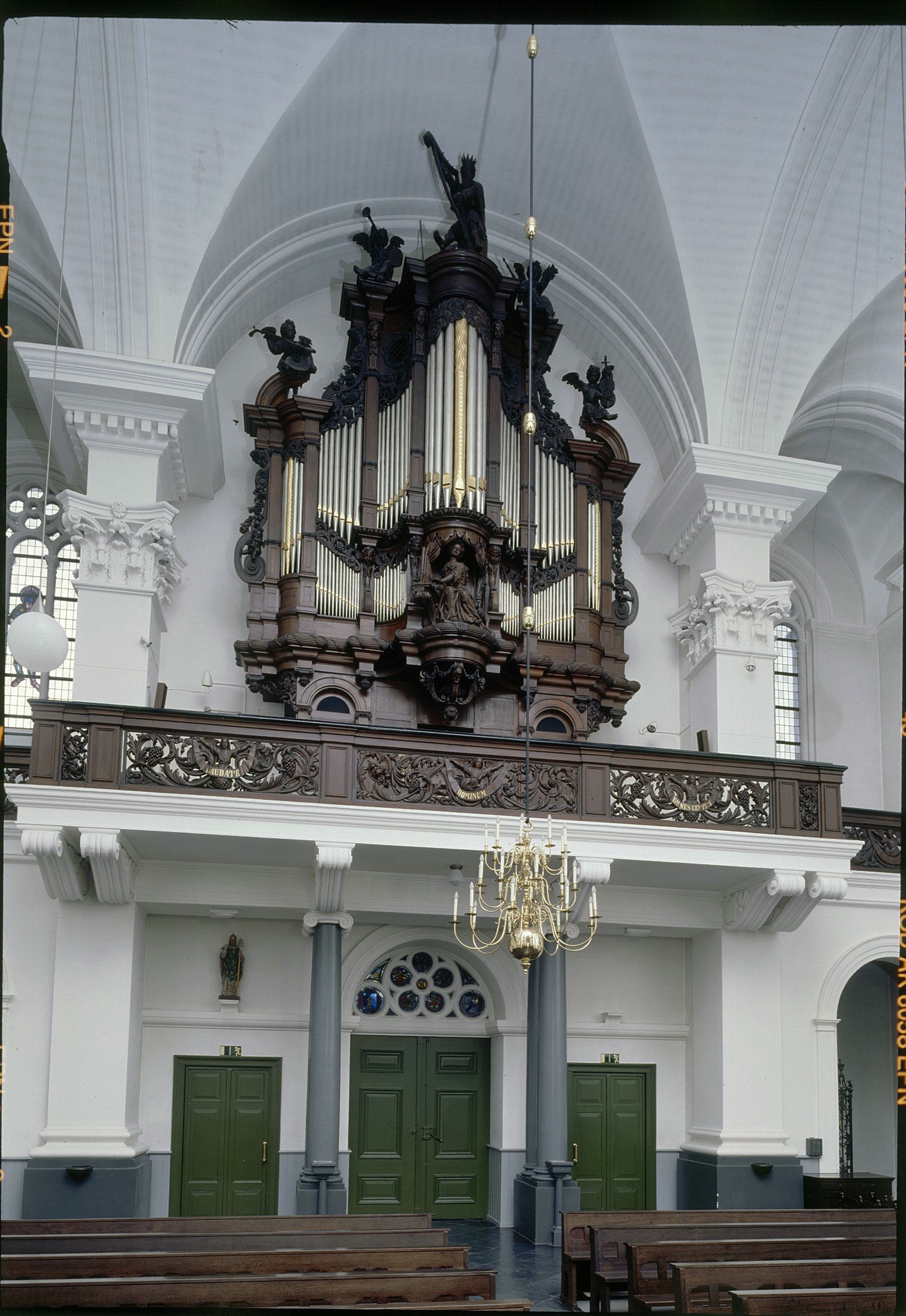
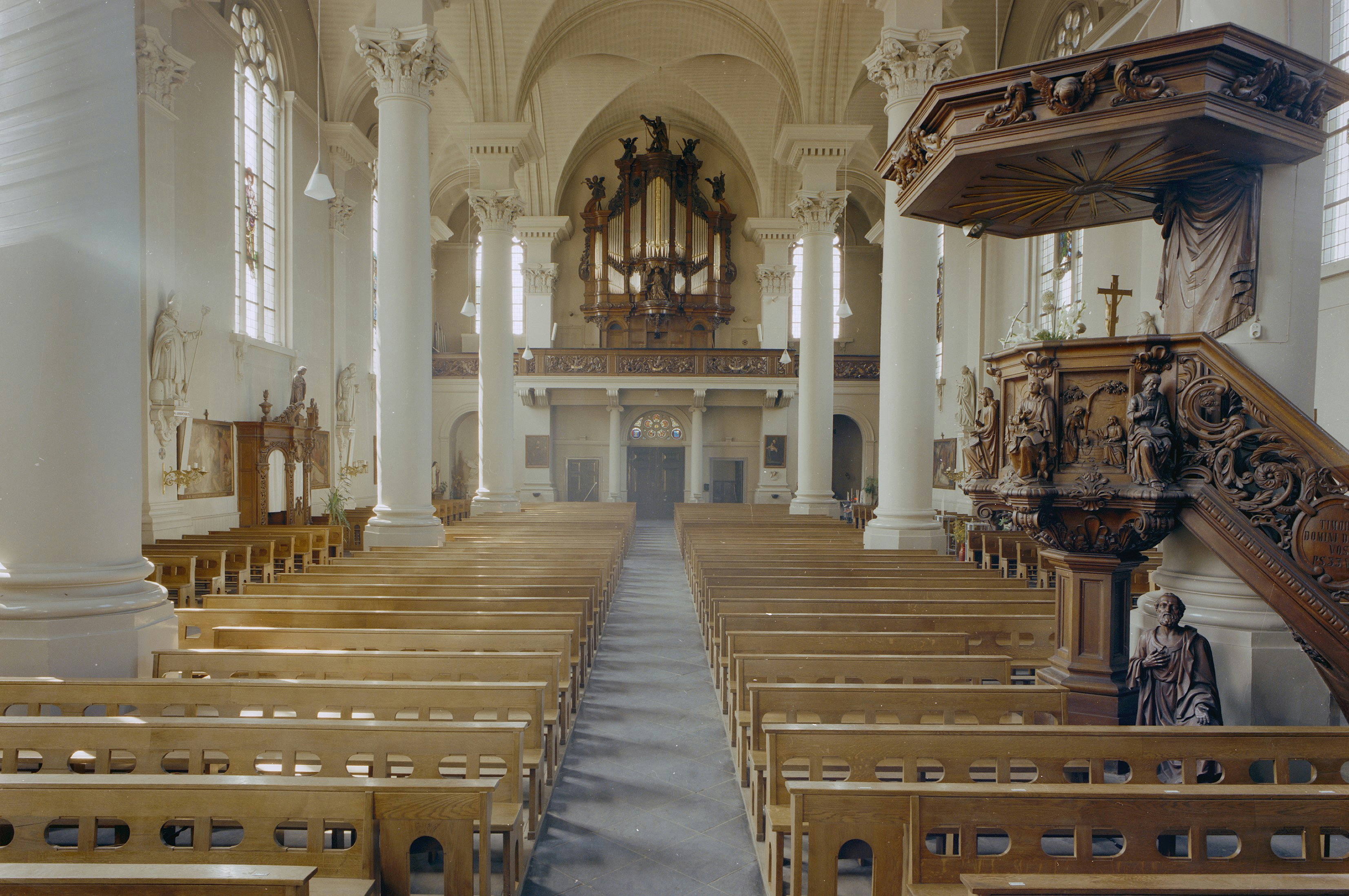
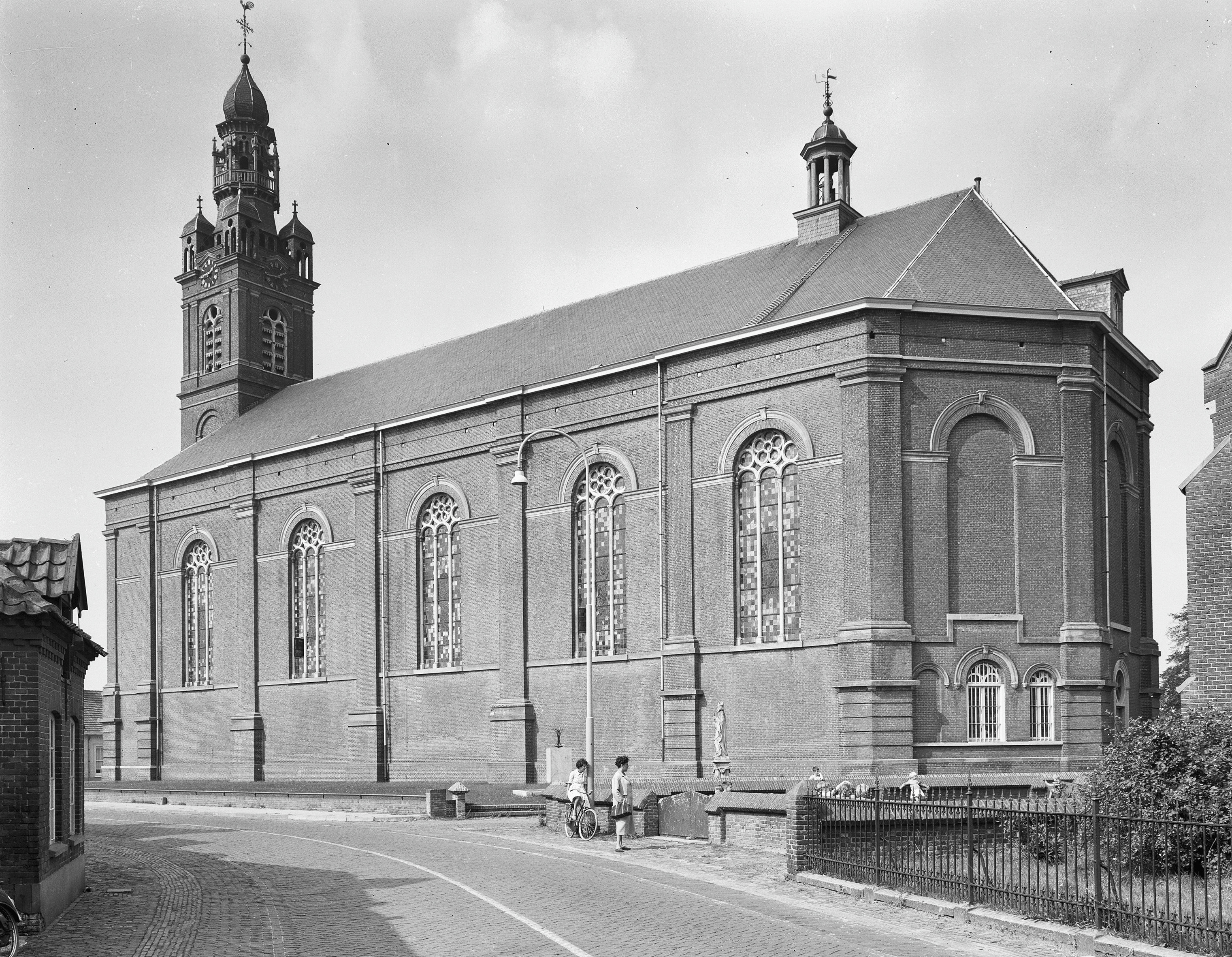
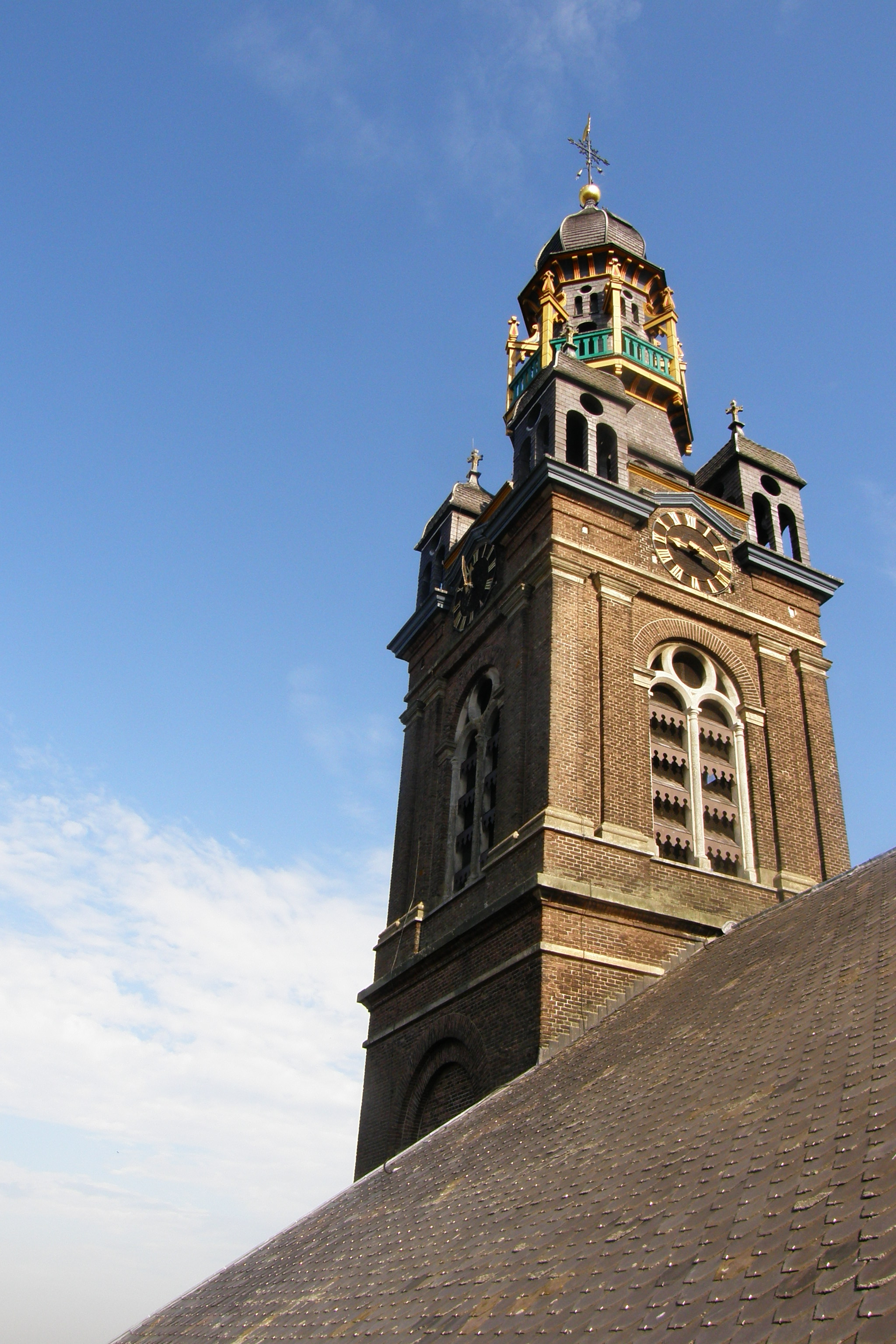
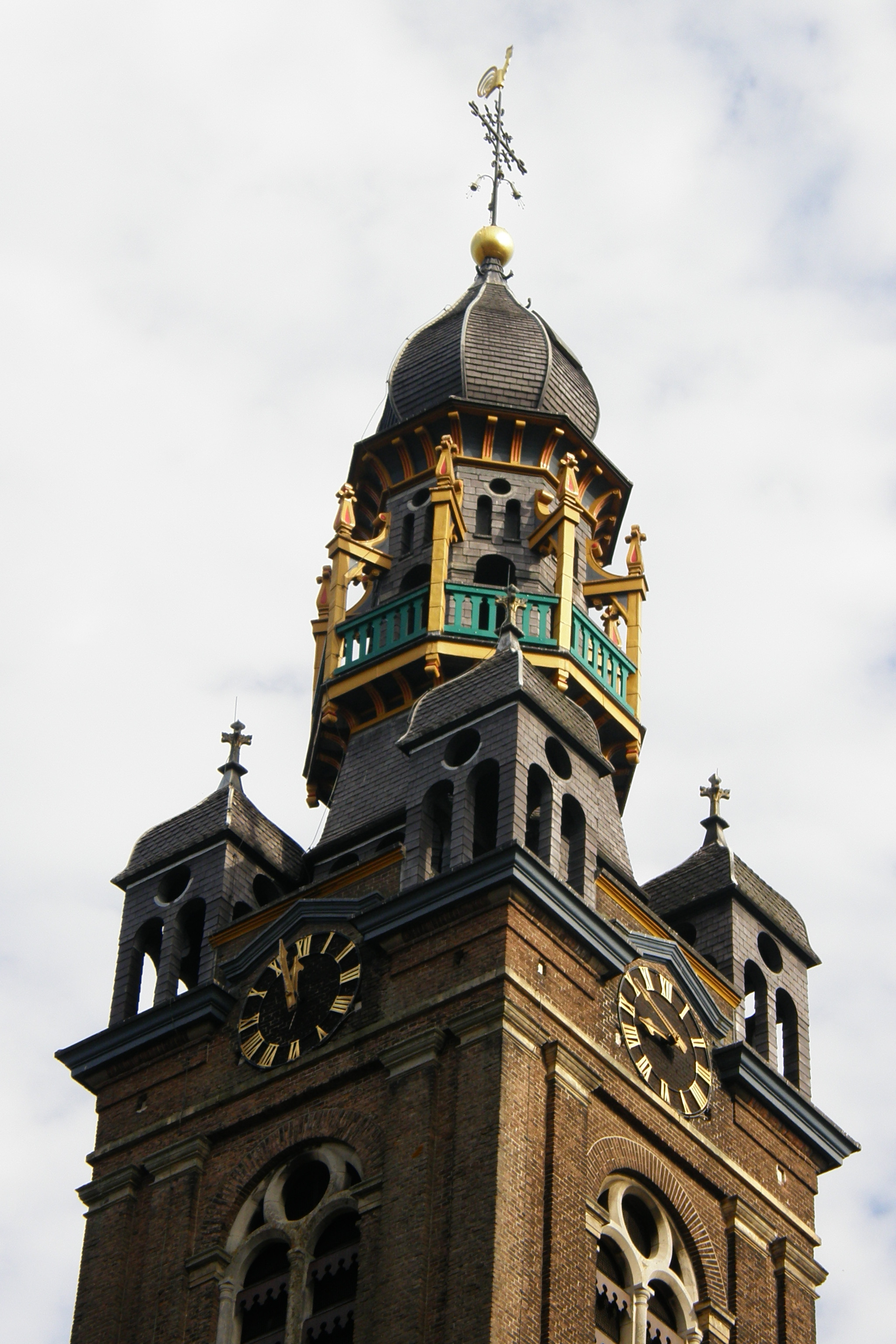